# ベイビー谷本
ベイビー谷本（ベイビー たにもと、1981年8月29日 - ）は、かつてワタナベエンターテインメントで活動していたお笑いタレント。広島県出身。

## 来歴
上木総合研究所のボケ担当としてデビューし、「10カラット」などに出演するも2007年にコンビ解散。
同年、元ぽぽげの小竹愛子（ラブ子、現・水戸とみ）とラブリーミントを結成し活動を始めるが、2008年10月頃に解散。以後は主にピン芸人として活動。
2013年時点で所属事務所からプロフィールが削除されており、現在は引退していると思われる。元相方の上木によると地元広島に帰郷したという。

## 特徴
- 趣味はカラオケツッコミ。
- 女性経験が無い事を公言している[1]。
- ネタを披露する際に出オチになってしまう程の強烈な顔の持ち主で共演したとんねるずの木梨憲武に「笑わそうと思って整形した?」と言われてしまった事がある程である。また、「10カラット」（TBS）のプロデューサー・櫟本憲勝からも「東京、関東圏でも見なくなったタイプ。正直、（視聴者の）女性には不人気」と酷評されている[1]。
- 2008年2月5日放送回「99プラス」（日本テレビ）でのバナナマン日村勇紀とのブサイク対決で勝利している。バナナマンはベイビーの顔に相当衝撃を受けたようでパーソナリティを務めるラジオ番組「バナナマンのバナナムーン」で時々話題にあげている。

## 出演

### テレビ
- 10カラット（TBS）上木総合研究所時代に出演
- 99プラス （日本テレビ）

### CM
- イオン（テレビコマーシャル「広告する人 肌ざわり編」）